# Eleição municipal de Bagé em 2016
A eleição municipal de Bagé em 2016 foi realizada para eleger um prefeito, um vice-prefeito e 17 vereadores no município de Bagé, no estado brasileiro do Rio Grande do Sul. Foram eleitos ) e  para os cargos de prefeito(a) e vice-prefeito(a), respectivamente.
Seguindo a Constituição, os candidatos são eleitos para um mandato de quatro anos a se iniciar em 1º de janeiro de 2017. A decisão para os cargos da administração municipal, segundo o Tribunal Superior Eleitoral, contou com 91 655 eleitores aptos e 18 969 abstenções, de forma que 20.7% do eleitorado não compareceu às urnas naquele turno.

## Resultados

### Eleição municipal de Bagé em 2016 para Prefeito
A eleição para prefeito contou com 5 candidatos em 2016: Carlos Alberto Gularte Fico do Partido Comunista do Brasil, Francisco Carlos Estigarribia Martins do Partido Socialismo e Liberdade, Sapiran Coutinho de Brito do Partido Democrático Trabalhista, Divaldo Vieira Lara do Partido Trabalhista Brasileiro, Uidson Ricardo Santos dos Santos do Partido Social Liberal que obtiveram, respectivamente, 11 060, 1 001, 3 220, 45 948, 0 votos. O Tribunal Superior Eleitoral também contabilizou 20.7% de abstenções nesse turno. 
| Candidato(a)                                 | Vice                          | Coligação                              | Votos recebidos | Percentual |
| -------------------------------------------- | ----------------------------- | -------------------------------------- | --------------- | ---------- |
| Divaldo Vieira Lara (PTB)                    | Manoel Luiz Gonsalves Machado | Todos pela Mudança                     | 45948           | 75.04%     |
| Carlos Alberto Gularte Fico (PCdoB)          | Ruben Dario Salazar Arias     | Bagé Pode Mais                         | 11060           | 18.06%     |
| Sapiran Coutinho de Brito (PDT)              | Beatris França Paz            | Por uma Bagé Sustentável               | 3220            | 5.26%      |
| Francisco Carlos Estigarribia Martins (PSOL) | Douglas Ferreira Soares       | Frente de Esquerda                     | 1001            | 1.63%      |
| Uidson Ricardo Santos dos Santos (PSL)       | Leonardo Godinho Marinho      | Partido Social Liberal (sem coligação) | 0               | 0%         |

### Eleição municipal de Bagé em 2016 para Vereador
Na decisão para o cargo de vereador na eleição municipal de 2016, foram eleitos 17 vereadores com um total de 65 806 votos válidos. O Tribunal Superior Eleitoral contabilizou 4 102 votos em branco e 2 778 votos nulos. De um total de 91 655 eleitores aptos, 18 969 (20.7%) não compareceram às urnas .
| Nome                             | Partido político                               | Coligação                           | Votos recebidos | Percentual |
| -------------------------------- | ---------------------------------------------- | ----------------------------------- | --------------- | ---------- |
| Ramão Elias Teixeira Bogado      | Partido Trabalhista Brasileiro (PTB)           | União e Força                       | 3837            | 5.83%      |
| Graziane Lara Martins            | Partido Trabalhista Brasileiro (PTB)           | União e Força                       | 2554            | 3.88%      |
| Sonia Mara Gomes Leite           | Progressistas (PP)                             | Unidos pra Mudar                    | 2448            | 3.72%      |
| Carlos Adriano Silveira Carneiro | Partido Trabalhista Brasileiro (PTB)           | União e Força                       | 1268            | 1.93%      |
| Lelio Nunes Lopes Filho          | Partido dos Trabalhadores (PT)                 | Juntos por Bagé                     | 1266            | 1.92%      |
| Mário Augusto Lara Dias          | Partido Democrático Trabalhista (PDT)          | Por uma Bagé Sustentável            | 1211            | 1.84%      |
| Antonio Carlos Gomes Garcia      | Partido Trabalhista Brasileiro (PTB)           | União e Força                       | 1054            | 1.6%       |
| Rafael da Silva Rodrigues        | Partido dos Trabalhadores (PT)                 | Juntos por Bagé                     | 1048            | 1.59%      |
| Maria Beatriz Silveira de Souza- | Rede Sustentabilidade (REDE)                   | União e Força                       | 1032            | 1.57%      |
| João Batista Schardosim Junior   | Partido da Social Democracia Brasileira (PSDB) | Movimento Unidade Democracia e Ação | 1031            | 1.57%      |
| Jeferson dos Santos Dutra        | Partido Social Cristão (PSC)                   | União e Força                       | 957             | 1.45%      |
| Edimar Fagundes Cardoso          | Partido Republicano Brasileiro (PRB)           | União Solidaria por Bagé            | 939             | 1.43%      |
| Graciano Aristimunha Pereira     | Democratas (DEM)                               | Movimento Unidade Democracia e Ação | 929             | 1.41%      |
| Ronaldo Hobuss Hoesel            | Partido Trabalhista Brasileiro (PTB)           | União e Força                       | 926             | 1.41%      |
| Omar Soares Abdel Ghani          | Partido da República (PR)                      | Por uma Bagé Sustentável            | 876             | 1.33%      |
| Antenor Dutra Teixeira           | Progressistas (PP)                             | Unidos pra Mudar                    | 839             | 1.27%      |
| Luis Alberto Gonçalves Silva     | Partido Socialista Brasileiro (PSB)            | Unidos pra Mudar                    | 750             | 1.14%      |